# Parányi fűcincér
A parányi fűcincér (Phytoecia pustulata) a cincérfélék családjába tartozó, Eurázsiában honos, fészkesvirágzatú növényeken élő bogárfaj. 

## Megjelenése
A parányi fűcincér testhossza 5-9 mm. Az előtor jelentősen szélesebb a hosszánál, oldalai íveltek; a szárnyfedők oldalvonalai a vállaktól a végéig keskenyednek. Alapszíne fekete, szárnyfedőin gyenge ólmos fénnyel. Az előtor közepén hosszúkás, tojásdad, narancsvörös folt látható az elülső és hátulsó szegélytől nagyjából egyforma távolságra. Az előtor közepe ormósan kiemelkedő. A lábak combjai (a tövük és térdel kivételével), valamint az elülső láb lábszára narancsvörös. A potroh utolsó haslemeze narancssárgás. Az előtor felülete nagyon sűrűn és hosszirányban ráncolva pontozott. 

## Elterjedése és életmódja
Eurázsiában honos az Ibériai-félszigettől a Közel-Keleten át Közép-Ázsiáig. Magyarországon elterjedt, gyakori faj. 
Lárvája különféle fészkesvirágzatú növények (cickafark, gilisztaűző varádics, margaréta, stb.) szárának alsó részében és gyökerében él. Életciklusuk egy évig tart. Az imágó áprilistól júliusig rajzik, többnyire a tápnövényein tartózkodik. 

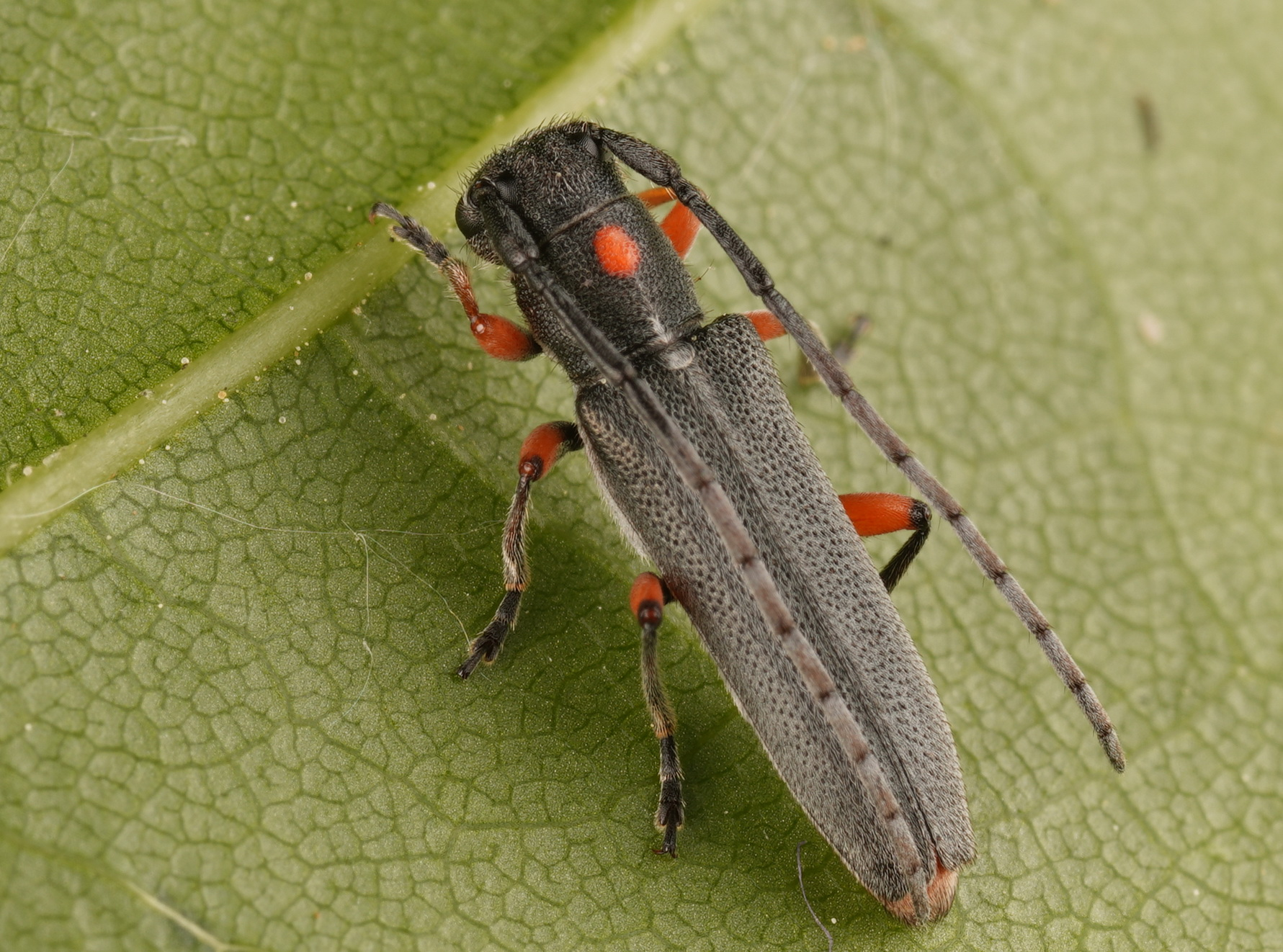
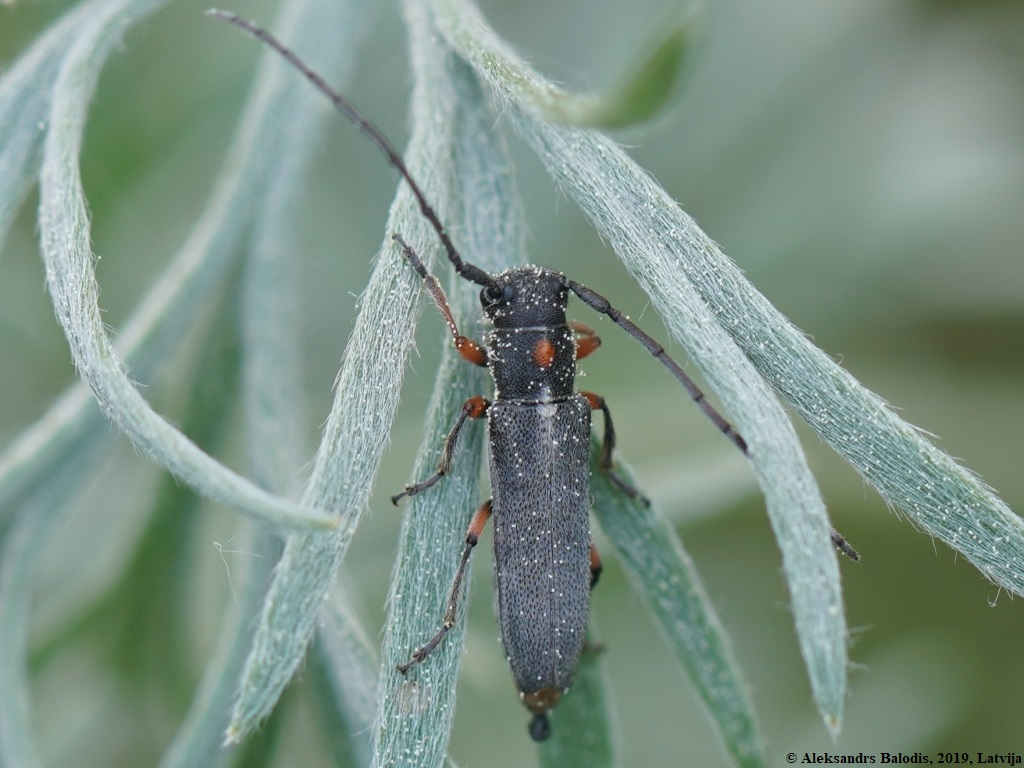
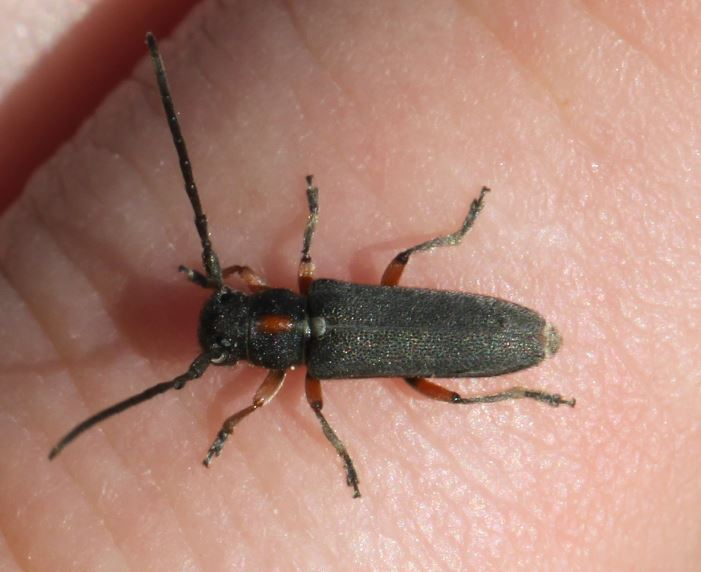
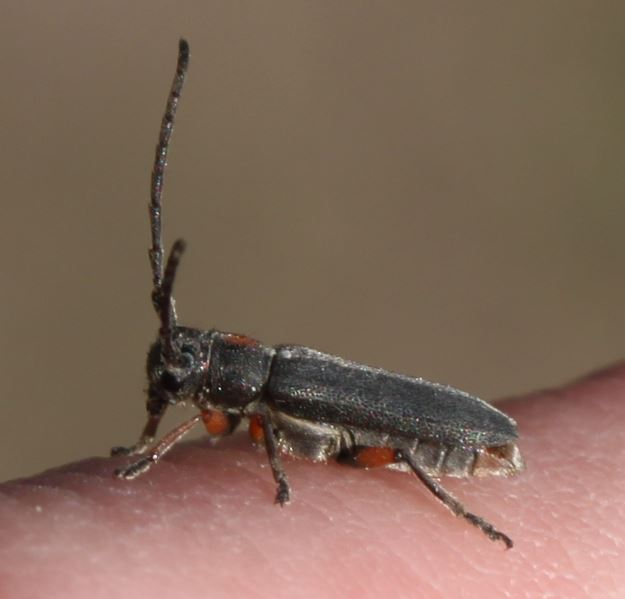

Magyarországon nem védett.